# Henry Compton
Henry Compton (1632-7. juli 1713) var en engelsk biskop, først i Oxford, senere i London. 
Under Karl II havde han stor indflydelse og ledede prinsessernes, de senere dronninger Marias og Annas religiøse opdragelse. Under Jakob II modsatte han sig kongens bestræbelser for at fremme papismen på den anglikanske kirkes bekostning og faldt i unåde. Han var med til at indkalde Vilhelm af Oranien 1688. 
Under den nye regering fik han igen sit embede. Da Sancroft, ærkebiskop af Canterbury, ikke vilde krone kongeparret, gjorde Compton det, men ved valget af en ny ærkebiskop tog man ikke ham, men Tillotson, hvorover Compton følte sig meget stødt. Han bevarede dog stor indflydelse både under Vilhelm og under dronning Anna lige til sin død.